# Telêmaco Borba (político)
Telêmaco Augusto Enéas Morosini Borba (Borda do Campo de São Sebastião, 15 de setembro de 1840 - Tibagi, 23 de novembro de 1918) foi um militar, político, escritor e empreendedor brasileiro.
Foi um autodidata, transformando-se no primeiro etnógrafo paranaense, e foi também mencionado como geólogo e paleontólogo pelo escritor Reinhard Maack.

## Biografia
Telêmaco Augusto Enéas Morosini Borba era um dos doze filhos do paulista Vicente Antônio Rodrigues Borba, o Capitão Borba, veterano da Guerra da Independência e da Campanha Cisplatina. O Capitão Borba possuía admiração e prestígio pelo bandeirante paulista Manuel de Borba Gato, sendo descendente da família Borba Gato e de portugueses. Vicente Antônio Rodrigues Borba foi sargento-mor na antiga Cisplatina, ao lado do general Fructuoso Rivera, e lá conheceu a uruguaia, descendente de espanhóis e italianos, Joana Hilária Morosini. Nascida em Montevidéo, seu pai era de Sacramento, os avós paternos de Veneza, Itália, e os avós maternos de Andaluzia, Espanha. Ainda no Uruguai, Borba e Joana, tiveram o primeiro filho, que faleceu prematuramente e foi batizado com o nome de Ulisses Epaminondas Borba. Entre os demais filhos, estão: Jocelin, Claudiana, Emília, Sofia, Porcina, Telêmaco e Nestor.
Telêmaco casou-se com Rita Marques do Amaral em Porto de Cima, em 25 de dezembro de 1860. Rita era filha do comerciante Lupércio José do Amaral. O casal deixou inúmeros descendentes, formando uma célebre família paranaense. Tiveram oito filhos: Luiza Borba, Martiniano Morosini Borba, Eusébio Borba, Eliza Borba, Joana Borba, Hermínia Borba, Maria Augusta Borba. Entre os seus descendentes ilustres estão Rogério Morosini Borba (filho), Guataçara Borba Carneiro (neto), Hermínia Rolim Lupion (neta), Abelardo Lupion (trineto) e Túlio Vargas (bisneto).
Descendente de portugueses, espanhóis e italianos, era autodidata e poliglota, falava além da língua portuguesa, o espanhol, o francês, o italiano, o caingangue e o guarani. Aceitando uma vida perigosa e arriscada, decide complementar a tarefa missionária dos padres capuchinhos, e aos 23 anos é nomeado para dirigir o Aldeamento Indígena de São Pedro de Alcântara, iniciando suas atividades de sertanista. Permaneceu dez anos exercendo tal ofício. Em 1878 fundou o Toldo Indígena de Barreiro, no município de Reserva, tendo sido, no momento subseqüente, nomeado como Diretor dos Índios no Amparo, município de Tibagi. Na cidade de Tibagi fundou o Museu do Índio. Era tolerante com as questões espirituais, jamais impedindo que os membros de sua família cumprissem com os deveres religiosos. Telêmaco, contudo, era cético, de orientação gnóstica, não ateu.

### Escritor
Em 1882, escreve o Pequeno vocabulário das línguas Portuguêsa e Kaigangues ou Coroados acompanhado de outro Vocabulário das línguas Cayuguas e Chavantes, ambos publicados no Catálogo dos Objetos do Museu Paranaense, obras de real valia, que por notícias, até os dias atuais são as únicas existentes no gênero.
Escreveu também Actualidade Indígena, um compêndio de informações indígenas, em 1908. Em 1883, publicou na Revista Sociedade de Geografia de Lisboa, o artigo Breve notícia sobre os Índios Caigangues, que foi reeditada em 1935, em Viena, na Revista Internacional de Etnologia e Lingüística  Anthropos. Passou a externar seus pensamentos num pequeno semanário chamado “O Tibagy”,  no ano de 1904, durante dois anos.
Seus estudos levaram-no a sócio do Instituto Histórico e Geográfico Brasileiro e do Instituto Histórico, Geográfico e Etnográfico Paranaense.

### Explorador
Como explorador, Telêmaco foi igualmente surpreendente. Lamenha Lins, então presidente da Província do Paraná, resolveu executar o projeto de uma estrada férrea no sentido do Mato Grosso, cujo traçado previa uma ponte sobre o Salto, em Guaíra , Telêmaco aceitou o comando da empreitada, buscando quebrar o mito de atingir seu objetivo pela via aquática.
Após 45 dias, Telêmaco e seus comandados, atingem seus objetivos. Conquistam Sete Quedas, cumprindo a missão impossível que lhe havia sido confiado. O registro desse acontecimento foi feito com a fixação de uma inscrição em pedra, retratada por diversos historiadores, nas gargantas de Sete Quedas, na cidade de Guaíra .

### Político
Telêmaco não se limitou à vida sertaneja. O vasto círculo de suas relações, arrastou-o para a política provinciana. O senso crítico o tornou um rebelado. Cerrou fileiras na Revolução Federalista de 1894, o que lhe rendeu, ao final da revolta contida, longos meses de exílio no Uruguai.
Após a anistia, retornou ao Brasil, elegendo-se deputado provincial, para o biênio 1882/83 e deputado ao Congresso Legislativo Estadual, nos anos de 1891, 1897, 1899, 1908, 1910, 1912, 1914, 1916 e 1918, vice-presidente do Estado no período 1916/1917, primeiro prefeito eleito de Tibagi, cargo que ocupou por nove gestões, inspetor escolar, sub-delegado de polícia, exercendo todos esses cargos com imensa abnegação, prestando em todo o período relevantes serviços à causa pública do Paraná.
Foi Telêmaco Borba quem percebeu serem as terras do norte do estado ideais ao plantio do café, tendo defendido ardorosamente a construção de estrada para aquela região. Lutou para livrar o magistério da influência política que lhe impingia o governo estadual. Criticou a contratação de obras públicas pelo governo sem concorrência pública, entre tantas outras intervenções. Era um político que se preocupava com o ofício.
Já velho, possuidor de rara autocrítica, dono de vasto conhecimento adquirido através de estudos e pesquisas, prefeito vitalício de Tibagi, determina, por testamento, a doação das coleções de seu museu particular ao acervo do Museu Paranaense.
Morreu aos setenta e oito nos, vítima de gripe espanhola, em Tibagi. Muitas homenagens foram feita os ao Coronel Telêmaco Borba no Congresso Legislativo Paranaense e pelo Museu Paranaense.
Apesar do seu vasto currículo, de uma vida dedicada à causa indígena, Telêmaco é um personagem caluniado. Atribui-se a ele a matança de índios, entre outras impropriedades. Tal afirmação é contestada, tendo sua memória transformada em um leque de dúvidas e difamações.

## Homenagens
Na ciência foi homenageado, quando foi batizado com seu  nome uma das espécies botânicas de sperifers  – a sperifers borbae, que se encontra em todos os grandes museus do mundo. A Academia Paranaense de Letras, eleva Telêmaco Borba ao patronato de uma das suas 40 cadeiras, a cadeira de número 10.
Em 1963 o então chamado distrito de Cidade Nova, emancipou-se do município de Tibagi e foi denominado Telêmaco Borba em homenagem ao coronel, que ainda era detentor do cetro e do título de líder e senhor do Vale do Tibagi.
Diversos logradouros em vários municípios brasileiros em vários estados, receberam a denominação Telêmaco Borba, seja em homenagem ao próprio coronel ou então em homenagem indireta por menção ao município paranaense. Cidades como Curitiba e São Paulo possuem rua com esta denominação, além de municípios como Londrina, Colombo, Cambé, Joinville, Mogi-Guaçu, Feira de Santana, Camaragibe.
Em Tibagi há ainda a Escola Telêmaco Borba, criada através de decreto governamental nº 720 como Grupo Escolar Telêmaco Borba em 18 de setembro de 1918, sendo a primeira unidade escolar do município.